# Salts al Campionat del Món de natació de 2015 – per equips
La prova d'equips es va celebrar el 29 de juliol de 2015 a Kazan, Rússia. Va ser la primera vegada que es va disputar en un mundial de natació. La prova consisteix en un equip mixt de dos saltadors on cadascun d'ells han de fer tres salts, un al trampolí de 3m, un a la plataforma de 10 m i un lliure a una de les dues altures.

## Resultats
La final es va disputar a les 19:30.
| Posició | País            | Saltadors                               | Punts  | Punts      |                              |        |
| ------- | --------------- | --------------------------------------- | ------ | ---------- | ---------------------------- | ------ |
| Posició | País            | Saltadors                               | 1      | Regne Unit | Tom Daley Rebecca Gallantree | 434.65 |
|         | Ucraïna         | Oleksandr Horshkovozov Yulia Prokopchuk | 426.45 |            |                              |        |
|         | R.P. de la Xina | Chen Ruolin Xie Siyi                    | 425.40 |            |                              |        |
| 4       | Rússia          | Nadezhda Bazhina Viktor Minibaev        | 418.50 |            |                              |        |
| 5       | França          | Laura Marino Matthieu Rosset            | 417.20 |            |                              |        |
| 6       | Mèxic           | Arantxa Chávez Iván García              | 399.40 |            |                              |        |
| 7       | Estats Units    | David Boudia Jessica Parratto           | 395.40 |            |                              |        |
| 8       | Itàlia          | Noemi Batki Michele Benedetti           | 377.05 |            |                              |        |
| 9       | Malàisia        | Chew Yiwei Loh Loh Zhiayi               | 360.50 |            |                              |        |
| 10      | Belarús         | Vadim Kaptur Alena Khamulkina           | 352.00 |            |                              |        |
| 11      | Alemanya        | Tina Punzel Martin Wolfram              | 348.95 |            |                              |        |
| 12      | Corea del Sud   | Kim Na-mi Woo Ha-ram                    | 331.95 |            |                              |        |
| 13      | Romania         | Mara Aiacoboae Cătălin Cozma            | 318.95 |            |                              |        |
| 14      | Egipte          | Maha Abdelsalam Mohab El-Kordy          | 310.60 |            |                              |        |